# Laaglandlevertangare
De laaglandlevertangare (Piranga flava) is een zangvogel uit de familie Cardinalidae (kardinaalachtigen).

## Verspreiding en leefgebied
Deze soort telt 4 ondersoorten:
- P. f. flava: van zuidoostelijk Bolivia tot Uruguay en Centraal-Argentinië.
- P. f. macconnelli: zuidelijk Guyana, zuidelijk Suriname en noordelijk Brazilië.
- P. f. saira: oostelijk en zuidelijk Brazilië.
- P. f. rosacea: oostelijk Bolivia.